# Leustachius Rátót
Leustachius Rátót (Eustachius) a fost mai întâi comite de Dăbâca, menționat în 1164. În 1176 este menționat și ca voievod al Transilvaniei (Leustachius Voyvoda).
Cu acordul regelui Ungariei Béla al III-lea, voievodul Transilvaniei Leustachius Rátót este trimis împreună cu comandantul – Ban al Slavoniei și palatinat al Ungariei Ampud, să lupte în imperiul bizantin, sub conducerea împăratului Manuel I Comnen, împotriva turcilor selgiucizi aflați în regiunea antică din Asia Mică numită Frigia. La data de 17 septembrie 1176, are loc Bătălia de la Myriokephalon, încheiată prin înfrângerea forțelor militare creștine.